# Sheeduz
Sheeduz est un groupe féminin de rock français, originaire de Paris. Formé en 2004, le groupe compte trois albums studio, The Barefoot Fairies (2004), A Frozen Moment (2007) et All Be True (2011), avant de cesser toute activité en 2012.

## Biographie
Le groupe est formé au début de l'année 2004. Il naît de la rencontre entre « trois Audrey » : en 2000, Audrey (guitare) et Audrey (batterie) jouent ensemble à Orléans dans le groupe Ova, puis se séparent pour suivre chacune son propre chemin. Audrey (batterie) rencontre Audrey (chant) et elles forment un duo chant/batterie. Audrey (guitare) les rejoint très vite. Elles deviennent alors un trio, d'abord nommé Fleurs de sel en février 2004.
Elles composent rapidement leurs premières chansons, et se produisent dans des bars et sur des petites scènes en région Centre. En juillet de la même année, elles font la rencontre de Freddy Martineau, ingénieur du son (Feist, Orishas, Oxmo Puccino, FFF...) et producteur, rencontre qui débouche sur la réalisation d'un CD auto-produit de cinq titres, The Barefoot Fairies, sorti en 2004 sous leur nouveau nom de Sheeduz (déformation des mots anglais She Does),. Tiré à 1 000 exemplaires, il est vendu lors des concerts, chez les disquaires indépendants et sur Internet, et diffusé sur des radios locales. À la fin de l'année 2004, Sheeduz est invité pour la première fois à la télévision et passe sur l'antenne de France 3 Région Centre.
En 2005 et 2006, elles font la première partie de ETHS, Wünjo, Syd Matters, jouent sur de nombreuses scènes et divers festivals en Île-de-France et en province, et sont finalistes du Tremplin Talents Scènes du  Printemps de Bourges 2005 et en 2006 du concours Le Grand Zebrock qui leur permet de participer la même année à la fête de l'Humanité où elles sont de nouveau invitées en 2007. À la fin de la même année, le groupe enregistre A Frozen Moment, album masterisé au studio La Source à Paris.
En 2007, Sheeduz se produit à l'international, d'abord en Belgique, puis en Espagne, à Bilbao (tremplin européen Bilborock), et en Allemagne, à Berlin (Popkomm Festival). Elles remportent le tremplin Rock en Stock et sont donc à l'affiche du festival du même nom fin juillet avec Superbus, Matmatah, Jacques Higelin. La presse spécialisée s’intéresse au groupe (Rock One, Longueur d'ondes, Presto!...). Le groupe est de nouveau invité par France 3 Région Centre, et participe à l'émission Actuelles animée par Olivier Gadeau, puis passe sur Orléans TV dans l’émission Ça part en live. Les Audrey tournent, notamment en première partie de Luke, Queen Adreena, Victoria Tibblin, Ina-Ich, ou encore Burning Heads. En 2008, l'album trouve ses distributeurs : Anticraft pour la France et Rough Trade Dtr. pour la Belgique et les Pays-Bas. En juillet 2008, elles participent au festival des Ardentes (Belgique) aux côtés de The Dø, Cypress Hill, Camille, Yael Naim...).
En février 2010, Les Sheeduz partent en Belgique enregistrer les dix morceaux de leur nouvel album All Be True au studio Gam, toujours avec leur ingénieur du son et coproducteur Freddy Martineau. Plus tard, Laurent Mago devient le manager du groupe. En septembre 2011, All Be True sort en France sous le label M&O Music. Cette même année, le groupe joue au Caveau des oubliettes, compte plus de 150 concerts effectués depuis sa création. Le groupe cesse ses activités en 2012.

## Style musical
Une spécificité de Sheeduz, est de chanter en anglais, spécificité certes partagée par bien d'autres groupes français. Les trois Audrey se revendiquent notamment de Jeff Buckley, PJ Harvey, Silverchair, The Dresden Dolls. Elles font une musique rock traversée de riffs de guitare tranchants, de rythmes puissants et rageurs, avec des sonorités parfois hypnotiques ou jazzy. Audrey (guitare) joue aussi du piano, et Audrey (chant) de la basse, à l'occasion. Leur style musical est considéré « énervé et harmonique » par Longueur d'ondes.